# Ruten-Blutweiderich
Der Ruten-Blutweiderich (Lythrum virgatum) ist eine Pflanzenart aus der Gattung der Blutweideriche (Lythrum) innerhalb der Familie der Weiderichgewächse (Lythraceae).

## Beschreibung

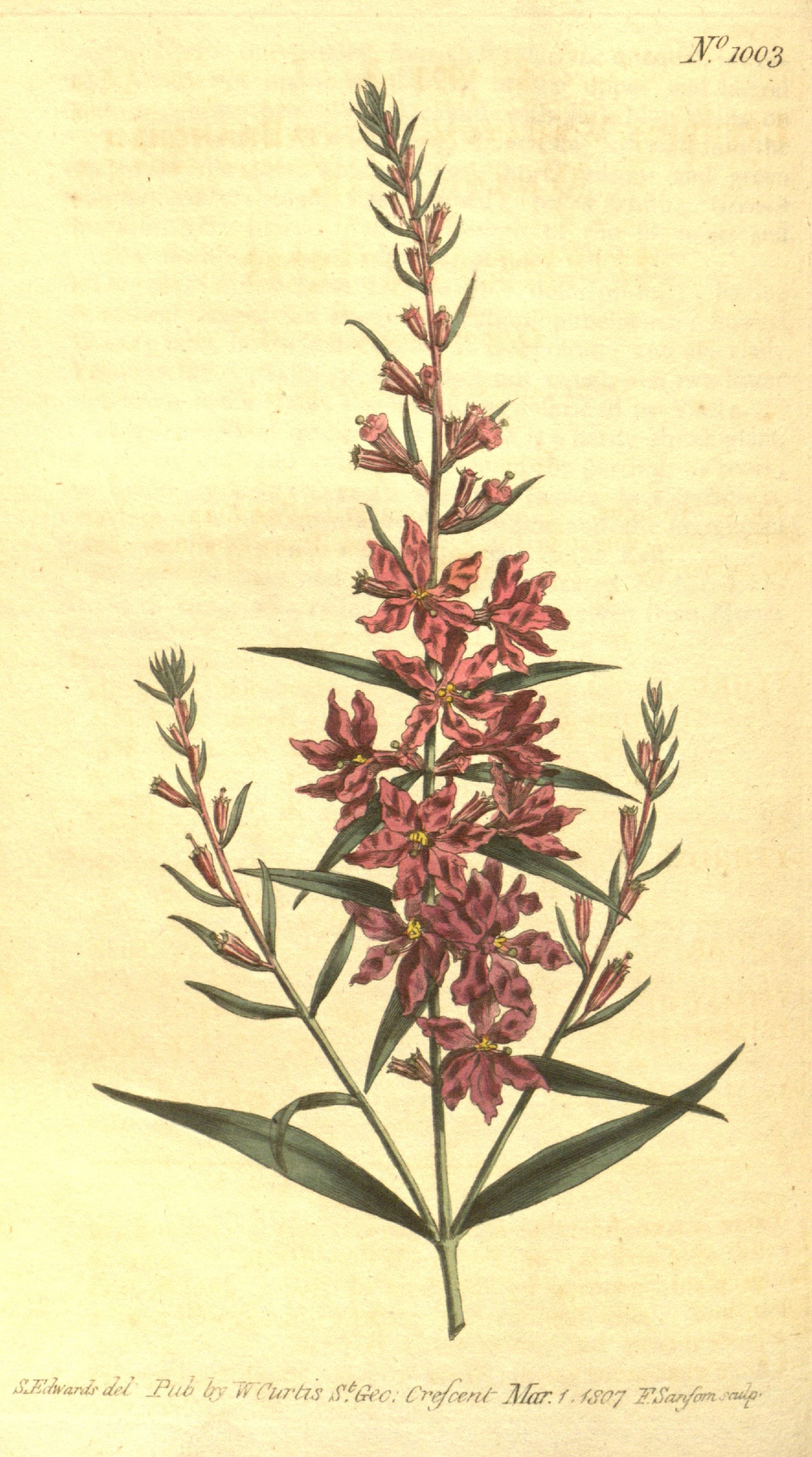
Illustration aus Curtis's Botanical Magazine

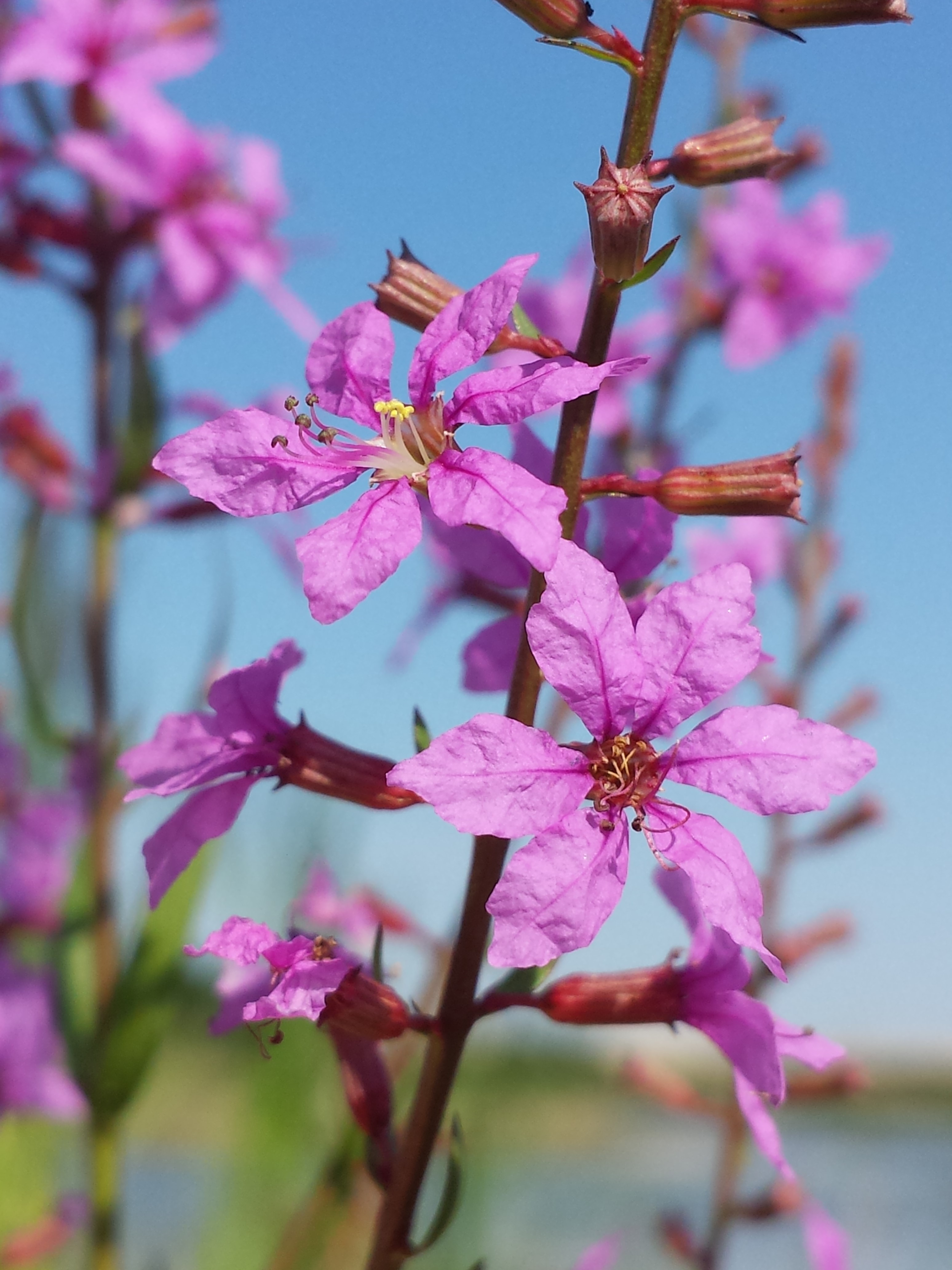
Blütenstand

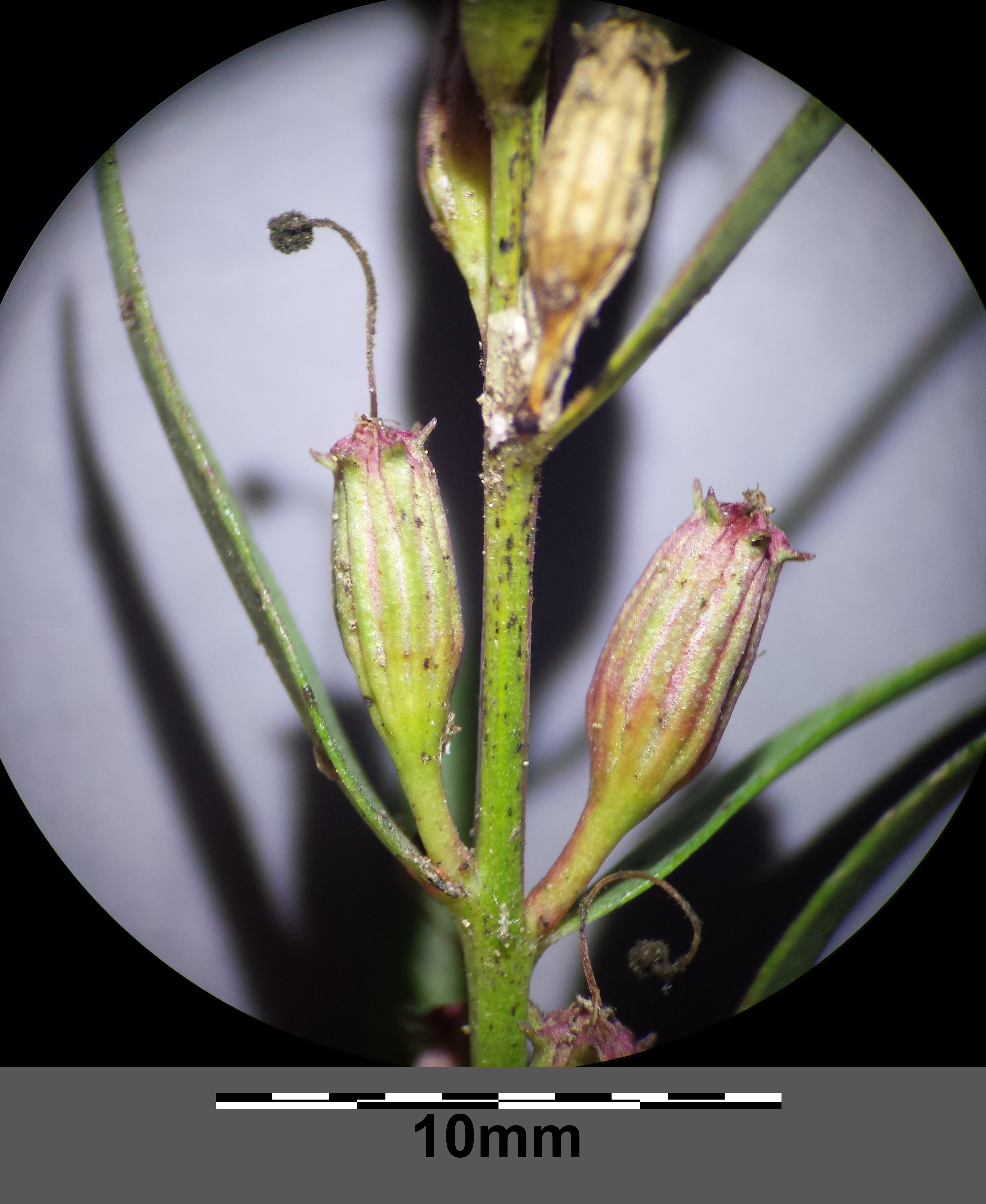
Früchte

### Vegetative Merkmale
Der Ruten-Blutweiderich ist eine ausdauernde krautige Pflanze, die Wuchshöhen von 50 bis 100, selten bis zu 120 Zentimetern erreicht. Der Stängel ist kahl, vierkantig und im oberen Teil verzweigt.
Die Laubblätter sind sitzend und bis zum Blütenstand stehen sie kreuz-gegenständig. Die einfache Blattspreite ist bei einer Länge von 1 bis 13 Zentimetern sowie einer Breite von 2 bis 20 Millimetern lanzettlich bis schmal-linealisch mit keilförmiger Spreitenbasis und lang-zugespitztem oberen Ende. Die Laubblätter sind kahl und nehmen von unten nach oben an Größe ab.

### Generative Merkmale
Die Blütezeit reicht von Juni bis August. Die Blütenstiele sind 1 bis 3 Millimeter lang. Zwei oder bis drei, selten fünf bis sieben Blüten befinden sich in endständigen Dichasien.
Die zwittrigen Blüten sind sechszählig mit doppelter Blütenhülle. Der Achsenbecher ist bei einer Länge von 4 bis 6 Millimetern röhrenförmig und zwölfrippig. Die sechs Kelchzähne sind kurz dreieckig; die Zwischenzähne sind so lang oder fast so lang wie die Kelchzähne und lanzettlich. Die sechs purpurroten Kronblätter sind bei einer Länge von etwa 7 Millimetern sowie einer Breite von etwa 4 Millimetern breit-lanzettlich, und am Rand des Achsenbechers eingefügt. Nahe am Grund des Achsenbechers sind zwei Kreise mit je sechs Staubblättern eingefügt.
Die Kapselfrucht ist eine eiförmig öffnet sich mit zwei Fruchtklappen.

## Vorkommen
Der Ruten-Blutweiderich ist vom warmgemäßigten Südeuropa über östlichen Mittel-, Ost- und Südosteuropa, im Kaukasusgebiet, in West- bis Zentralasien und von Sibirien bis ins nördliche China weitverbreitet. Es gibt Fundortangaben für Italien, Österreich, Slowenien, Tschechien, Ungarn, Polen, die Slowakei, Serbien, Kroatien, Albanien, Bulgarien, Rumänien, Montenegro, Nordmazedonien, Griechenland, in der Türkei, den europäischen Teil Russlands, Belarus, Moldawien, die Ukraine, die Krim, Georgien, Ciskaukasien, Aserbaidschan, Dagestan, Sibirien, Altay, Kasachstan, Kirgisistan, Usbekistan, die nördliche Mongolei und die chinesischen Provinzen Hebei sowie Xinjiang. Er hat in Österreich ursprüngliche Vorkommen in Niederösterreich sowie im Burgenland. Er fehlt in der Schweiz.    In Deutschland, Frankreich sowie Massachusetts ist er ein Neophyt.
Der Ruten-Blutweiderich gedeiht an Ufersäumen, Gräben, auf feuchten Wiesen und in Auwäldern. In den niederösterreichischen Auenwäldern tritt er oft in Vergesellschaftung von Wald-Flattergras (Milium effusum), Sumpfdotterblume (Caltha palustris) und Wald-Engelwurz (Angelica sylvestris) auf.

## Taxonomie
Die Erstveröffentlichung von Lythrum virgatum erfolgte 1753 durch Carl von Linné in Species Plantarum, Tomus I, Seite 447.

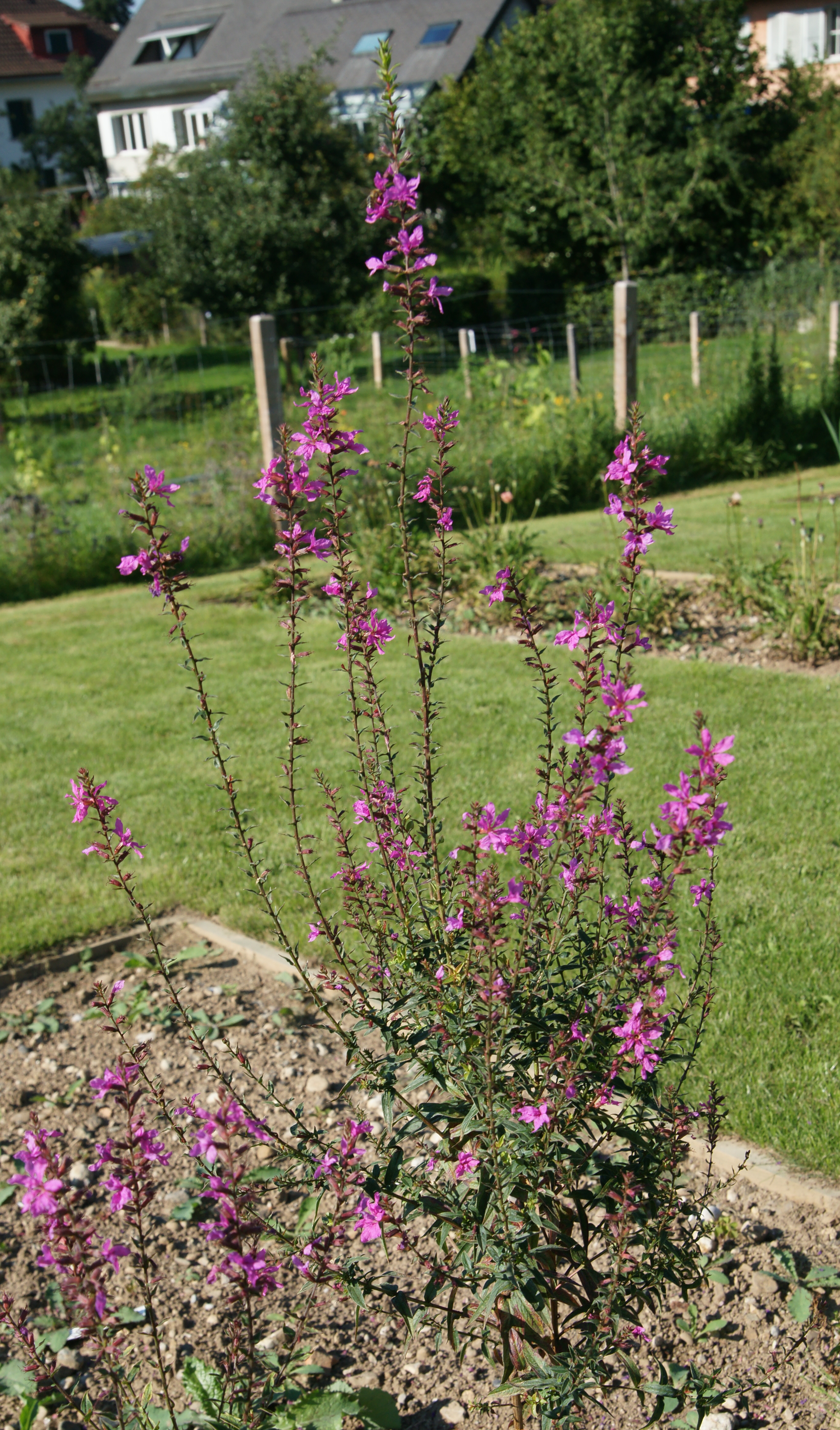
Die Sorte ‘Rose Queen’

## Nutzung
Der Ruten-Blutweiderich wird selten als Zierpflanze für Gewässersäume genutzt. Er ist seit spätestens 1776 in Kultur. Es gibt einige Sorten (Auswahl): ‘Rose Queen’, ‘Swirl’, ‘White Swirl’, ‘Dropmore Purple’.
Manche Zuchtformen vertragen auch trockenere Böden. Die Ausbreitungsfreudigkeit durch Versamung ist bei ihnen ähnlich hoch wie bei der Wildart.